# Mausolée Sidi Abid el Ghariani
Le mausolée Sidi Abid el Ghariani est une zaouïa située à Kairouan en Tunisie.

## Histoire
La construction de cette zaouïa, commencée durant la seconde moitié du XIVe siècle, est due à l'initiative d'un éminent jurisconsulte kairouanais, Al-Jadidi, décédé lors de son pèlerinage à La Mecque vers 786 de l'hégire (soit en 1384). Son œuvre est poursuivie par son disciple, Abou Samir Abid el Ghariani, qui fait du mausolée un lieu où il dispense son enseignement pendant vingt ans. À sa mort en 1402, il est inhumé dans l'édifice qui porte désormais son nom. Par la suite, le monument connaît plusieurs remaniements et aménagements, essentiellement au cours du XVIIe siècle.

## Description
Le bâtiment, de plan irrégulier, est constitué d'un rez-de-chaussée et d'un étage ; il comprend trois cours. L'accès se fait par l'intermédiaire d'une porte, inscrite dans un arc brisé outrepassé reposant sur deux colonnes, qui ouvre sur un vestibule coudé couvert d'un plafond en bois à degrés orné de motifs géométriques et floraux de style hispano-maghrébin.

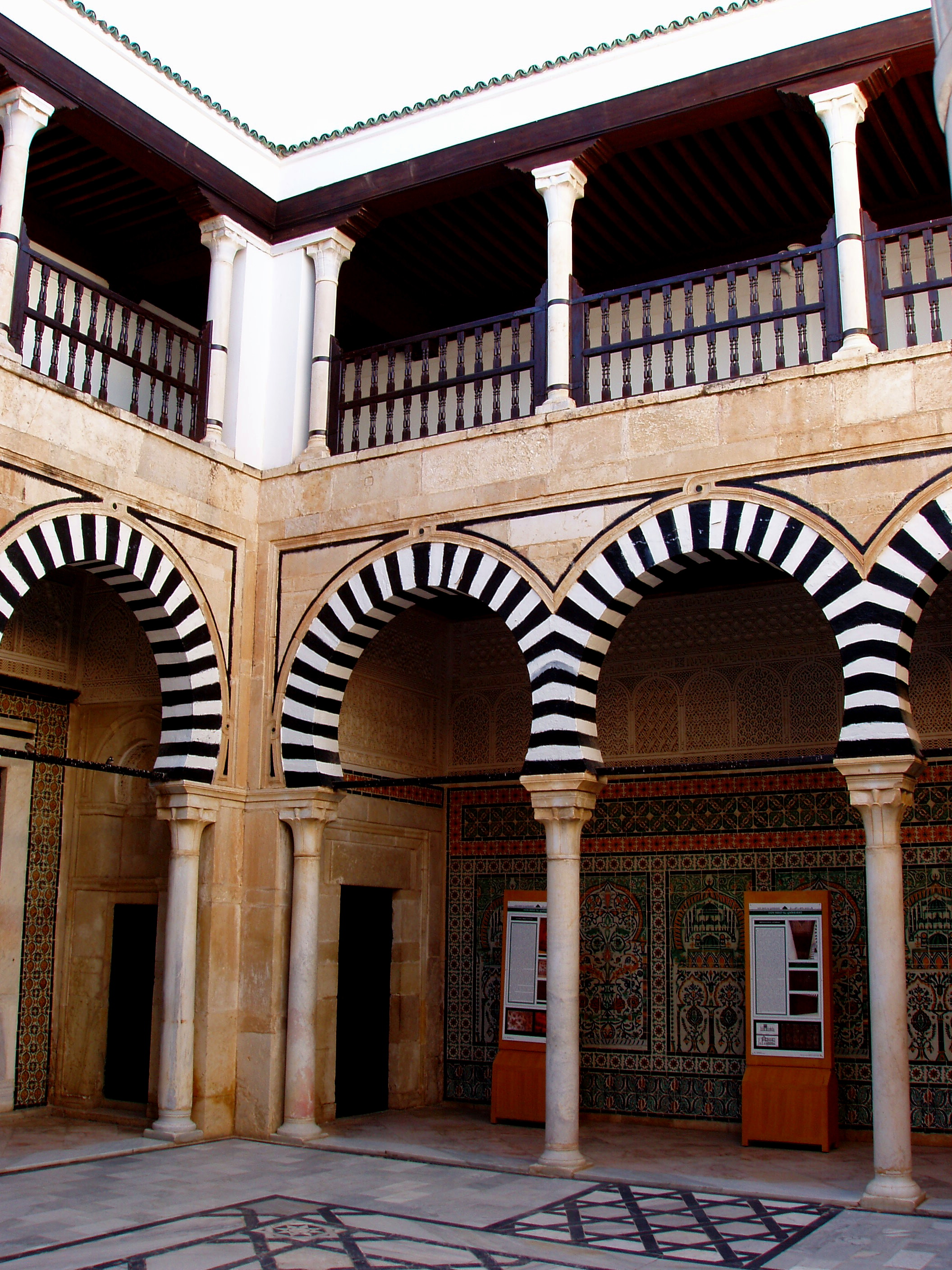
Détail des arcs et des colonnes de la cour principale.

Ce vestibule conduit à une cour carrée, entourée de quatre portiques aux arcs bicolores et aux murs décorés de faïences émaillées surmontées de panneaux de plâtre sculpté. Elle présente un pavement daté du XVIIe siècle et réalisé en marbres blanc et noir dessinant des entrelacs géométriques.
Le portique sud-est précède la salle de prière fermée par une porte en bois à deux vantaux datant également du XVIIe siècle. La salle, de plan presque rectangulaire, comporte trois travées et trois nefs disposées parallèlement au mur de la qibla. Ce dernier, abrite en son centre le mihrab dont la niche, coiffée d'une voûte en cul-de-four, est ornée d'un arc brisé à claveaux en marbre, alternativement noir et blanc, reposant sur deux colonnettes à chapiteaux hafsides.
Le portique nord-est ouvre l'accès du mausolée qui abrite la tombe de Sidi Abid ainsi que celle du souverain hafside Abû `Abd Allâh Muhammad V al-Hasan. Les murs sont tapissés de céramiques surmontées de panneaux de plâtre ciselé alors que le plafond à degré est réalisé en bois peint, orné de motifs présentant une ressemblance avec le décor des plafonds marocains de l'époque alaouite (XVIIe siècle). La cour principale communique également avec deux autres patios de moindre dimensions, probablement ajoutés lors de l'une des étapes d'agrandissement de l'édifice.
Le mausolée Sidi Abid el Ghariani, restauré dans les années 1970, abrite de nos jours le siège de l'association de sauvegarde de la médina de Kairouan.

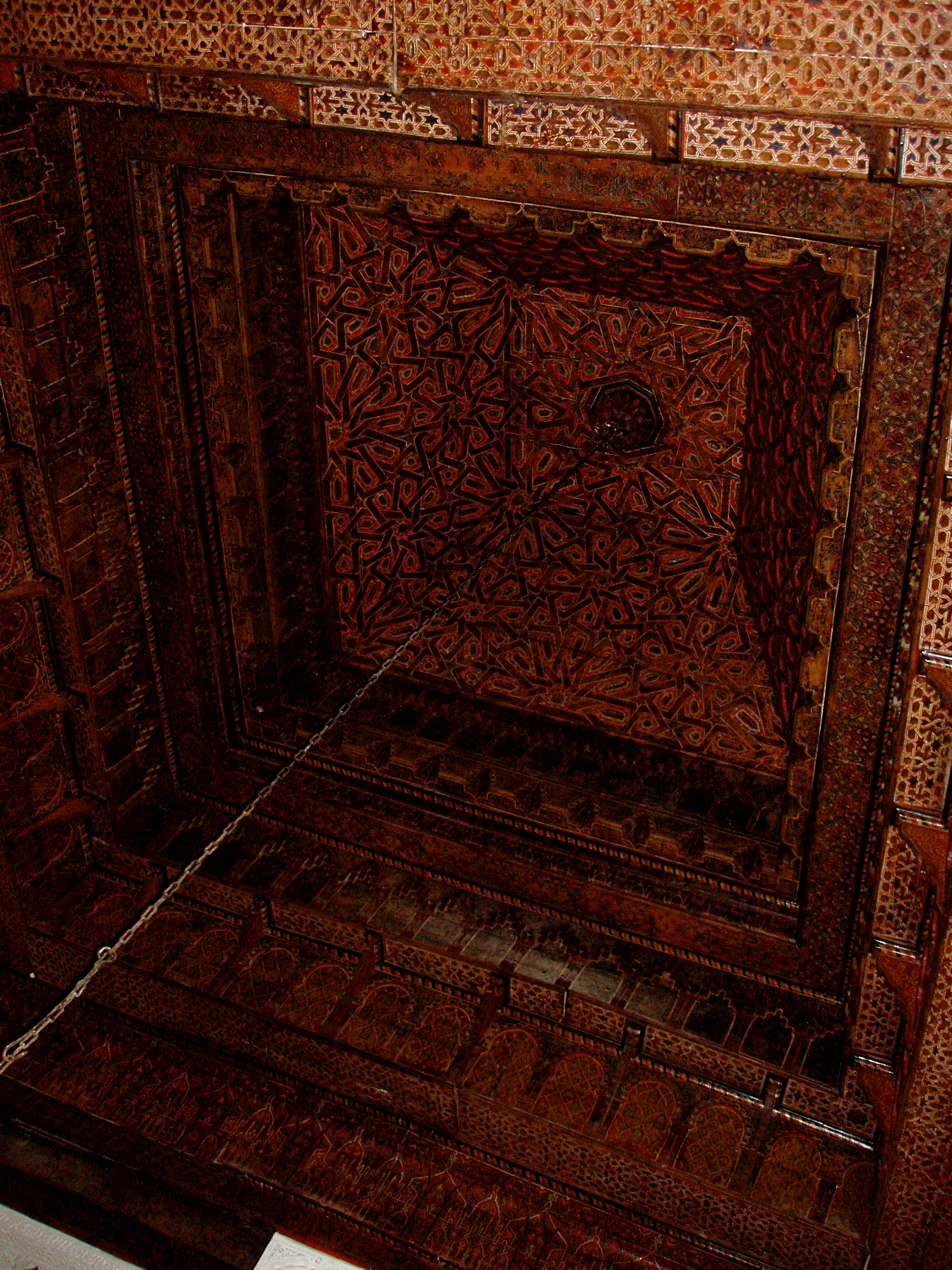
Détail du plafond en bois de cèdre finement sculptée et peint du mausolée.
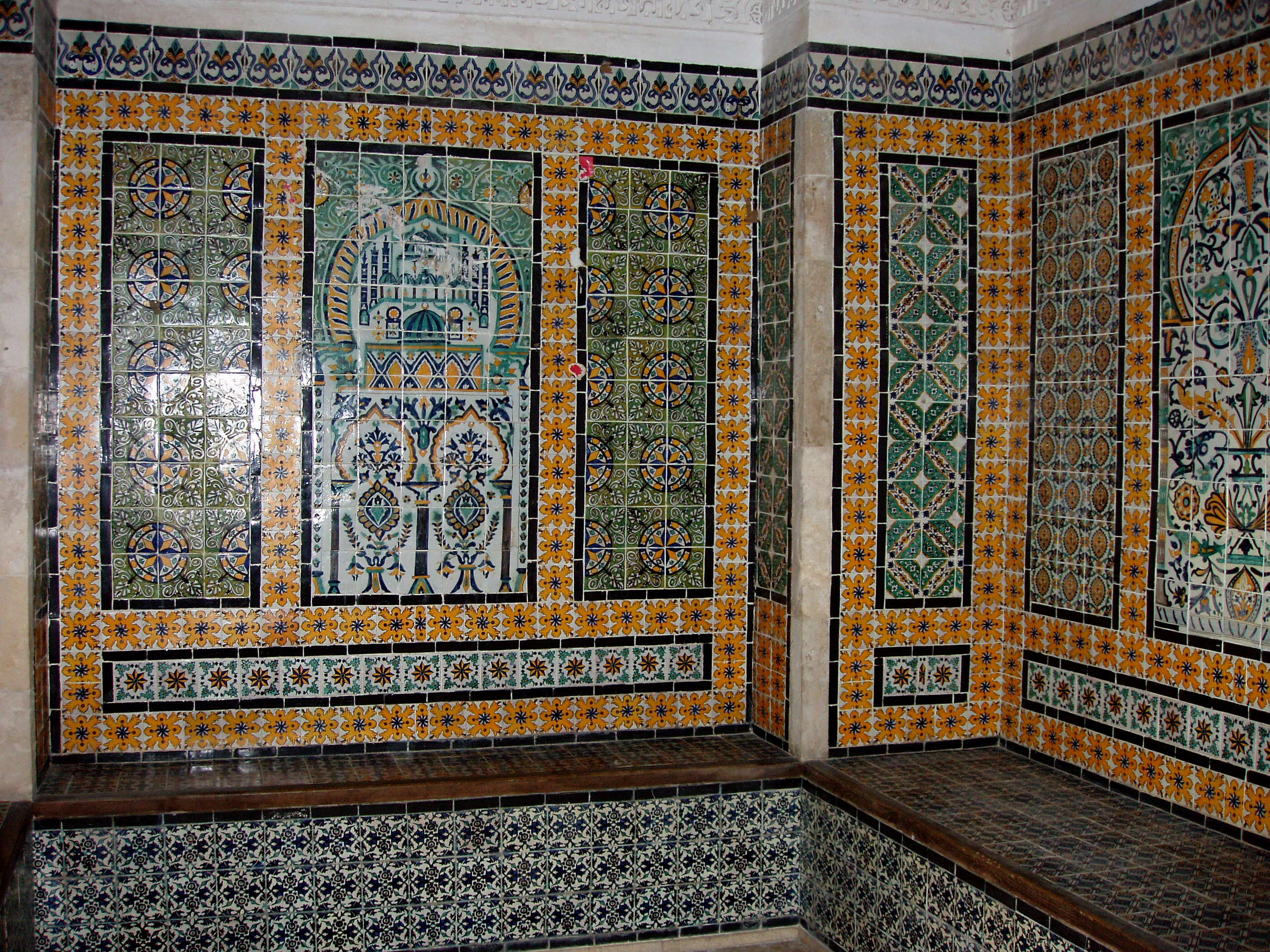
Vue des céramiques ornant les murs de l'édifice.
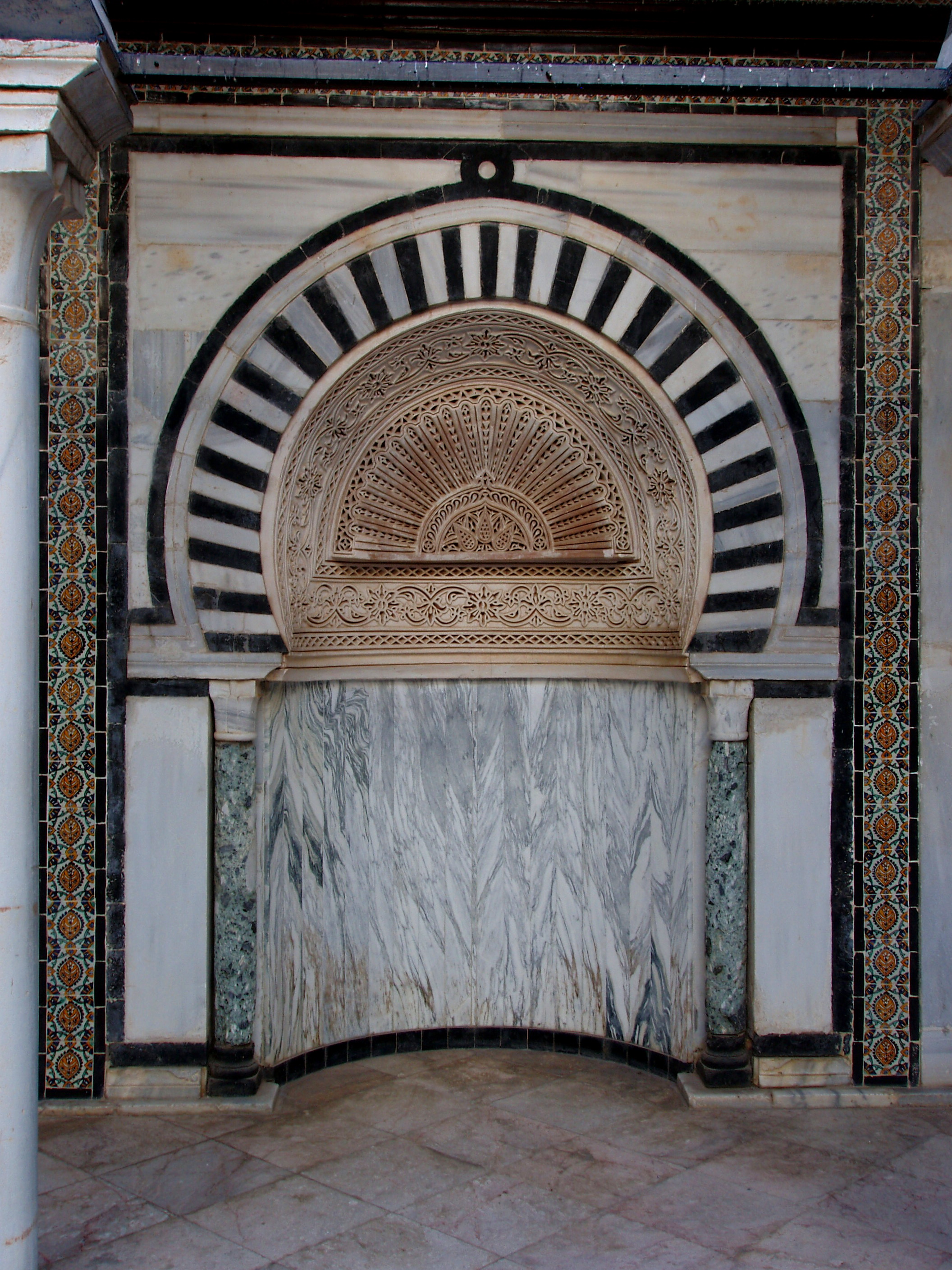
Niche en forme de mihrab au milieu du mur de l'un des portiques de la cour.
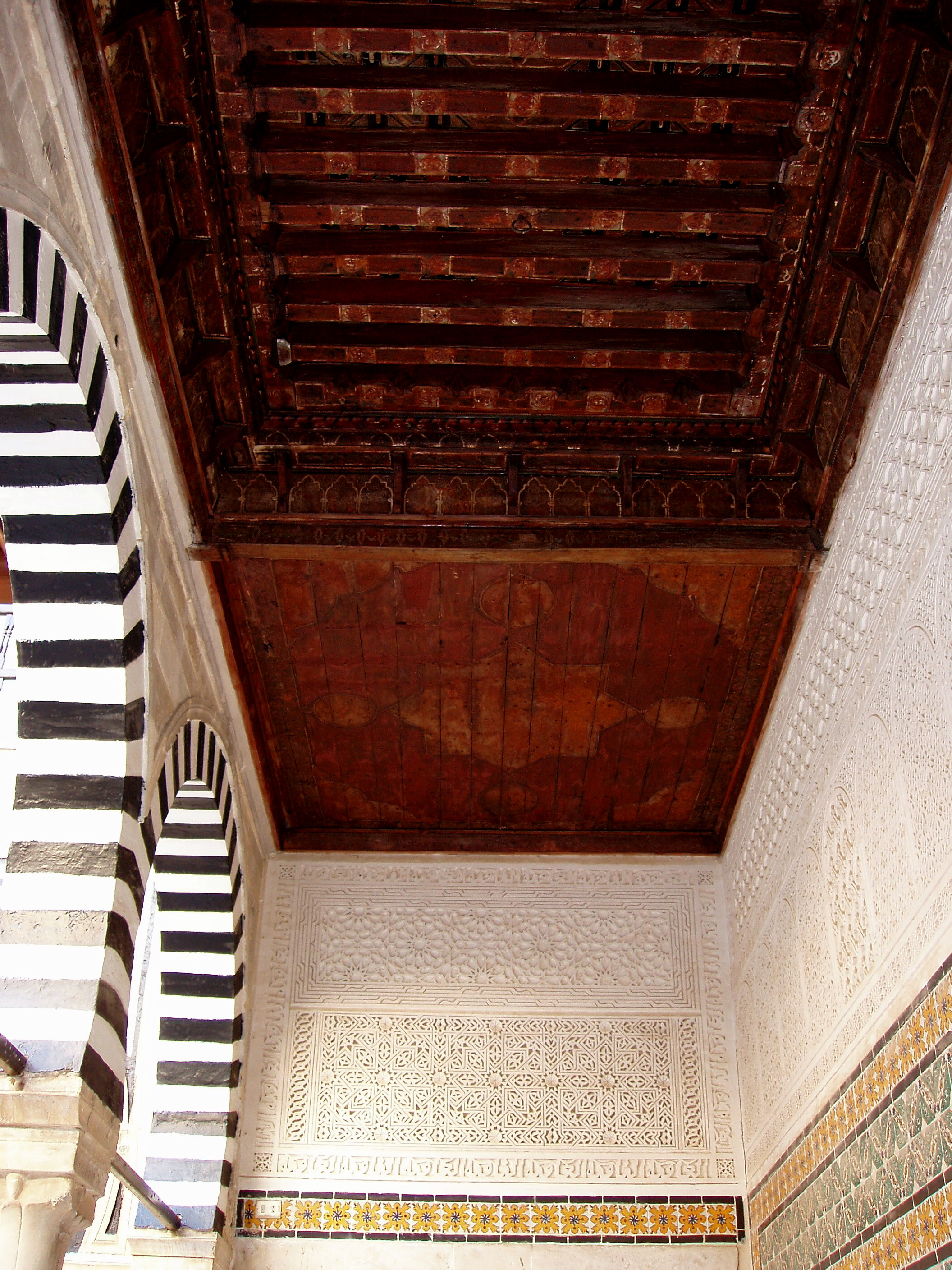
Détail du décor en plâtre sculpté et du plafond de l'un des portiques entourant la cour principale.